# Louis-Xavier de Ricard
Louis-Xavier de Ricard (ur. 25 stycznia 1843 w Fontenay-sous-Bois (ob. aglomeracja paryska), Francja; zm. 2 lipca 1911 w Marsylii, Francja) – francuski poeta, pisarz i dziennikarz; przedstawiciel parnasizmu i romantyzmu.
Założyciel i edytor czasopisma La Revue du progrès (La Revue du Progrès moral, littéraire, scientifique et artistique), w którym po raz pierwszy opublikowano wiersze Paula Verlaine'a w sierpniu 1863.

## Ważniejsze dzieła
- Histoire mondaine du Second Empire: en attendant l'Impératrice, 1852-1853[1]
- Madame de la Valette[2]
- Les Sept péchés capitaux: la colère[3]
- Officier de fortune!: aventures de Marie-Armand de Guerry de Maubreuil[4]
- L'esprit politique de la Réforme.[5]
- Un poète national: Auguste Fourès[6]
- Le fédéralisme[7]
- Ciel, rue et foyer[8]
- La résurrection de la Pologne[9]
- Petits mémoires d'un Parnassien[10]